# 坂田周大
坂田 周大（さかた しゅうだい、1970年3月10日 - ）は、RKB毎日放送のアナウンサー。長崎県長崎市出身。

## 人物
名前の"周大"は本名で「のりひろ」と読むが、読み方が難しいということもあり、放送では「しゅうだい」で通している。
長崎県立長崎西高等学校、高知大学卒業後、1993年入社。同期は『今日感テレビ』でも演する田中みずき。同番組では14～16時台のニュースコーナーと18時台「今日感NEWS」を担当する。自主制作テレビ番組でナレーションを担当することも多い。

## 現在の担当番組

### テレビ
- サンデーウォッチ（メインキャスター）
- 志、情熱企業（ナレーション）

### ラジオ
- Toi toi toi（月〜木曜 9:00〜13:00 水曜パーソナリティ）
- アナウンサーの世界→坂田周大のいいねちょうだい
- RKB50ニュース（随時）

## 過去の担当番組

### テレビ
- RKBフォークライン（ラジオ、日曜 22:00〜22:30。2007年3月まで）
- RKBニュースワイド（テレビ）
- 安藤豊オトナの学校（ラジオ、月曜のオトナの社会学　10:15〜10:30）
- RKBポップスライン（ラジオ、日曜 22:30〜23:00）
- 味わいぶらり旅（ナレーション・2010年3月まで）
- 今日感テレビ（ニュースナレーション）
  - 今日感ニュース（キャスター）
- タダイマ!（ニュースキャスター）

### ラジオ
- ニュース新発見 インサイト（月〜金曜 7:00〜9:00 金曜メインパーソナリティ）
- 開店! ウメ子食堂（月〜金曜 9:00〜13:00 木曜パーソナリティ）
- 海の道シリーズ
- 空想労働シリーズ サラリーマン（2023年8月22日 - 10月10日） - ひょうきん隊員 役[1]
  - 帰りたいサラリーマン（2024年8月24日 - 10月12日） - ひょうきん隊員 役[2]